# Liste des épisodes de One Piece

Logo original de la série One Piece.

One Piece est une série d'anime adaptée du manga homonyme créé et illustré par Eiichirō Oda. La série suit les aventures de Monkey D. Luffy, un jeune garçon accompagné de son fidèle équipage nommé l’« Équipage de Chapeau de paille ». Le rêve de Luffy est de devenir le prochain Roi des Pirates. Pour arriver à cet exploit que beaucoup d'autres pirates convoitent, il lui faut entre autres découvrir le « One Piece », le fabuleux trésor que le légendaire Gol D. Roger a caché quelque part dans le vaste monde. Produite par Toei Animation et réalisée par Eiichirō Oda, Munehisa Sakai et Hiroaki Miyamoto, la série est initialement diffusée sur la chaîne télévisée japonaise Fuji Television depuis le 20 octobre 1999.
Au Japon, l'anime connait un succès tel, qu'elle est régulièrement placée dans le top cinq de l'audience, toutes chaines confondues proposant des animes, avec des scores oscillant autour des 8 % de part de marché. Jusqu'à l'épisode 206, le format d'image était en 4/3 pour continuer en 16/9. La série utilise 50 bandes son : 28 génériques de début (opening) et 22 génériques de fin (ending). De nombreuses compilations comptant ces thèmes ont été commercialisées par Toei Animation. One Piece recense plus de 1 000 épisodes, diffusés en 21 saisons, ainsi que 13 épisodes spéciaux (numérotés de SP1 à SP13), et 4 OVA. Il est également adapté en 15 films sortis directement au cinéma, puis en DVD et Blu-Ray.

## Liste des épisodes

### Trames
|  |  |  |  |  | Épisodes filler (épisodes dont l’histoire ne correspond pas au manga, mais suit la trame originale). |

|  | Épisodes semi-filler (épisodes dont l’histoire correspond en partie au manga, et suit la trame originale de l’œuvre). |

|  | Épisodes spéciaux (épisodes diffusés spécialement pour des occasions particulières, et dont l’histoire n’a aucun lien avec la trame originale du manga). |

|  | Films (films dont l'histoire peut s'intégrer à la trame originale, mais sans la suivre impérativement). |

|  | OVA (OVA dont l'histoire peut s'intégrer à la trame originale). |

|  | Smartphone (épisodes sortis sur smartphone dont l'histoire sert de prologue à certains films). |

|  | Récapitulatifs (épisodes récapitulant certaines parties de la trame originale). |

|  | Nouvelle version (épisodes de l'anime dans une nouvelle version améliorée). |

### Répartition des arcs
Pour accéder à la liste des épisodes, cliquer sur le lien de la saga correspondante.
| Saga East Blue Ép. 1 - 61   | Saga Alabasta Ép. 62 - 135 | Saga Île céleste Ép. 136 - 206 | Saga Water Seven Ép. 207 - 325 | Saga Thriller Bark Ép. 326 - 389 | Saga Guerre au Sommet Ép. 390 - 516 | Saga Île des Hommes-Poissons Ép. 517 - 574 | Saga Dressrosa Ép. 575 - 746 | Saga Île Tougato Ép. 747 - 889 | Saga Pays des Wa Ép. 890 - 1085 | Saga Finale Ép. 1086 - en cours             |
| --------------------------- | -------------------------- | ------------------------------ | ------------------------------ | -------------------------------- | ----------------------------------- | ------------------------------------------ | ---------------------------- | ------------------------------ | ------------------------------- | ------------------------------------------- |
| Arc Romance Dawn            | Arc Reverse Mountain       | Arc Île des chèvres            | Arc Long Ring Long Land        | Arc Lovely Land                  | Arc Archipel de Sabaody             | Arc Retour à Sabaody                       | Arc Ambition de Z            | Arc Silver Mine                | Arc Pays des Wa (1re partie)    | Arc Egg Head (1re partie)                   |
| Arc Village d'Orange        | Arc Whisky Peak            | Arc Île de Ruruka              | Arc Ocean's Dream              | Arc Thriller Bark                | Arc Amazon Lily                     | Arc Île des Hommes-Poissons                | Arc Punk Hazard              | Arc Zo                         | Arc Guilde de Cidre             | One Piece Log: Saga Île des hommes-poissons |
| Arc Village de Sirop        | Arc Kobby et Hermep        | Arc Jaya                       | Arc Le Retour de Foxy          | Arc Spa Island                   | Arc Retour sur l'équipage           |                                            | Arc Récupération de César    | Arc Relève de la Marine        | Arc Pays des Wa (2e partie)     | Arc Egg Head (2e partie)                    |
| Arc Baratie                 | Arc Little Garden          | Arc Skypiea                    | Arc Water Seven                |                                  | Arc Impel Down (1re partie)         |                                            | Arc Dressrosa                | Arc Île Tougato                | Arc Passé d'Uta                 |                                             |
| Arc Arlong Park             | Arc Île de Drum            | Arc G-8                        | Arc Enies Lobby                |                                  | Arc Little East Blue                |                                            |                              | Arc Rêverie                    | Arc Pays des Wa (3e partie)     |                                             |
| Arc Les Aventures de Baggy  | Arc Alabasta               |                                | Arc Post-Enies Lobby           |                                  | Arc Impel Down (2e partie)          |                                            |                              |                                |                                 |                                             |
| Arc Loguetown               | Arc Post-Alabasta          |                                |                                |                                  | Arc Retour sur l'équipage II        |                                            |                              |                                |                                 |                                             |
| Arc Île du navire de guerre |                            |                                |                                |                                  | Arc Marine Ford                     |                                            |                              |                                |                                 |                                             |
|                             |                            |                                |                                |                                  | Arc Post-Guerre                     |                                            |                              |                                |                                 |                                             |

### Épisodes spéciaux
Il s'agit d'épisodes ne pouvant être situés dans la chronologie officielle du manga, ou se situant dans un univers parallèle du manga ou encore étant des remakes de certains arcs.

## Génériques

### Génériques de début
Il y a eu un générique spécial pour l'épisode 492, crossover avec Toriko (premier générique officiel de Toriko). Il y a également eu un générique spécial pour l'épisode 590, crossover avec les personnages de Toriko et Dragon Ball Z.
| No | Titre                              | Artiste                      | Épisodes               | 1re date de diffusion |
| -- | ---------------------------------- | ---------------------------- | ---------------------- | --------------------- |
| 01 | We Are!                            | Hiroshi Kitadani             | 1 à 47, 1000           | 20 octobre 1999       |
| 02 | Believe                            | Folder 5                     | 48 à 115               | 22 novembre 2000      |
| 03 | Hikari E                           | The Babystars                | 116 à 168              | 23 juin 2002          |
| 04 | Bon Voyage!                        | Bon-Bon Blanco               | 169 à 206              | 19 octobre 2003       |
| 05 | Kokoro no Chizu                    | BOYSTYLE                     | 207 à 263              | 31 octobre 2004       |
| 06 | Brand New World                    | D-51                         | 264 à 278              | 21 mai 2006           |
| 07 | We Are! (Straw Hat Pirate Version) | Straw Hat Pirates            | 279 à 283              | 1er octobre 2006      |
| 08 | Crazy Rainbow                      | Tackey & Tsubasa             | 284 à 325              | 5 novembre 2006       |
| 09 | Jungle P                           | 5050 (Fifty Fifty)           | 326 à 372              | 14 octobre 2007       |
| 10 | We Are! (Remix)                    | Tohoshinki                   | 373 à 394              | 5 octobre 2008        |
| 11 | Share the World                    | TVXQ!                        | 395 à 425              | 5 avril 2009          |
| 12 | Kaze wo Sagashite                  | Mari Yaguchi                 | 426 à 458              | 15 novembre 2009      |
| 13 | One day                            | THE ROOTLESS                 | 459 à 491              | 18 juillet 2010       |
| 14 | Fight Together                     | Namie Amuro                  | 493 à 516              | 10 avril 2011         |
| 15 | We Go!                             | Hiroshi Kitadani             | 517 à 541, 543 à 589   | 2 octobre 2011        |
| 16 | HANDS UP!                          | Kōta Shinzato                | 591 à 628              | 14 avril 2013         |
| 17 | Wake up!                           | AAA                          | 629 à 686              | 19 janvier 2014       |
| 18 | Hard Knock Days                    | GENERATIONS from EXILE TRIBE | 687 à 746              | 5 avril 2015          |
| 19 | We Can!                            | Kishidan x Hiroshi Kitadani  | 747 à 806              | 26 juin 2016          |
| 20 | Hope                               | Namie Amuro                  | 807 à 855              | 1er octobre 2017      |
| 21 | Super Powers                       | V6                           | 856 à 891              | 7 octobre 2018        |
| 22 | OVER THE TOP                       | Hiroshi Kitadani             | 892 à 934              | 7 juillet 2019        |
| 23 | DREAMIN' ON                        | Da-iCE                       | 935 à 999, 1001 à 1004 | 2 août 2020           |
| 24 | PAINT                              | I Don't Like Mondays.        | 1005 à 1073            | 9 janvier 2022        |
| 25 | Saiko Totatsuten                   | Sekai no Owari               | 1074 à 1088            | 3 septembre 2023      |
| 26 | UUUUUS!                            | Hiroshi Kitadani             | 1089 à 1122            | 7 janvier 2024        |
| 27 | Tenshi to Akuma                    | GRe4N BOYZ                   | 1123 à 1138            | 5 avril 2025          |
| 28 | Carmine                            | Ellegarden                   | 1139 à ????            | 10 août 2025          |

### Génériques de fin
Les génériques de fin ont été initialement arrêtés à l'épisode 279 pour laisser place à des génériques de début deux fois plus longs, avant de reprendre à partir de l'épisode 1071.
Un générique de fin "spécial" a été diffusé lors des épisodes 127 et 128.
Le premier générique de début We Are! a eu droit une édition spéciale en tant que générique de fin lors de la diffusion de l'épisode 516.
| No | Titre                    | Artiste                   | Épisodes    | 1re date de diffusion |
| -- | ------------------------ | ------------------------- | ----------- | --------------------- |
| 01 | Memories!                | Maki Otsuki               | 1 à 30      | 20 octobre 1999       |
| 02 | RUN! RUN! RUN!           | Maki Otsuki               | 31 à 63     | 12 juillet 2000       |
| 03 | Watashi ga iru yo!       | TOMATO CUBE               | 64 à 73     | 15 avril 2001         |
| 04 | Shouchi no Suke          | Suitei-Shoujo             | 74 à 81     | 15 juillet 2001       |
| 05 | Before Dawn              | AI-SACHI                  | 82 à 94     | 7 octobre 2001        |
| 06 | Fish                     | The Kaleidoscope          | 95 à 106    | 6 janvier 2002        |
| 07 | Glory - Kimi ga iru kara | Takako Uehara             | 107 à 118   | 14 avril 2002         |
| 08 | Shining Ray              | Janne da Arc              | 119 à 132   | 21 juillet 2002       |
| 09 | Free Will                | Ruppina                   | 133 à 156   | 17 novembre 2002      |
| 10 | Faith                    | Ruppina                   | 157 à 168   | 15 juin 2003          |
| 11 | A to Z                   | ZZ                        | 169 à 181   | 19 octobre 2003       |
| 12 | Tsuki to Taiyou          | Shela                     | 182 à 195   | 22 février 2004       |
| 13 | Dreamship                | Ikuta Aiko                | 196 à 206   | 20 juin 2004          |
| 14 | Mirai Koukai             | Tackey & Tsubasa          | 207 à 230   | 31 octobre 2004       |
| 15 | Eternal Pose             | Asia Engineer             | 231 à 246   | 1er mai 2005          |
| 16 | Dear Friends             | TRIPLANE                  | 247 à 255   | 23 octobre 2005       |
| 17 | Asu wa Kurukara          | Dong Bang Shin Ki         | 256 à 263   | 5 février 2006        |
| 18 | Adventure World          | Delicatessen              | 264 à 278   | 21 mai 2006           |
| 19 | Raise                    | Chili Beans               | 1071 à 1088 | 6 août 2023           |
| 20 | Dear Sunrise             | Maki Otsuki               | 1089 à 1122 | 7 janvier 2024        |
| 21 | The 1                    | muque                     | 1123 à 1138 | 5 avril 2025          |
| 22 | Punks                    | Chameleon Lime Whoopiepie | 1139 à ???? | 10 août 2025          |

## Diffusion

### Diffusion au Japon
L'anime est connu pour se rapprocher au plus près du manga (à l'exception des filler), elle est diffusée pour la première fois en octobre 1999 au Japon sur Fuji TV. Depuis, quasiment un épisode est diffusé par semaine. Seule la plage horaire a changé en passant de 19h le mercredi à 19h30 le dimanche, puis à 19 h, à 9 h 30 et finalement à 23 h 15. La série animée fête en 2019 ses 20 ans d'existence en dépassant le seuil des 900 épisodes et continue d'être diffusée au pays du soleil levant. Depuis l'épisode 207, le spectateur japonais peut regarder la série en haute définition. D'abord en 720p (épisode 207 à 399), ensuite en 1080p (depuis l'épisode 400). Dans le même esprit, une remastérisation des premiers épisodes a été commencée par la Toei. La diffusion de ces épisodes a débuté le 7 avril 2012.
Le 19 avril 2020, en raison de la pandémie de Covid-19, la diffusion de la série animée est suspendue à cause des restrictions sanitaires. Elle est relancée le 28 juin 2020.
En mars 2022, en raison du piratage du système de la Toei Animation, la diffusion de la série animée est une nouvelle fois suspendue, avant d'être relancée le 17 avril 2022.
Le 13 octobre 2024, la production annonce la suspension de la diffusion de la série animée pour six mois afin d'améliorer sa qualité. Une version améliorée de l'arc Île des hommes-poissons est diffusée chaque dimanche durant cet arrêt. La série animée est relancée le 5 avril 2025 avec un nouvel horaire à 23 h 15.

### Diffusion en France
En France, en 2003, AB Distribution devient la première société à acquérir les droits en France afin de proposer une version en français des cinquante-deux premiers épisodes sur sa chaîne télévisée Mangas, puis en 2005, sur NT1. Toutefois, il s'agit d'une première version (voix des comédiens, écriture des dialogues français, excepté le Québec). En 2008, Kana Home Video obtient l'exclusivité de la licence One Piece, s'occupe du doublage en français, et de la distribution des DVD sous forme de coffrets. En 2008, la série est diffusée en une nouvelle adaptation depuis le tout premier épisode, sur Virgin 17. En 2010, elle est exportée sur MCM ; en parallèle, elle est diffusée sur Game One, depuis janvier 2014, sur TFX depuis mai 2019 ainsi que sur la chaîne Mangas depuis décembre 2019.
Les 52 premiers épisodes ont été licenciés par AB Distribution pour toute la francophonie, sauf le Canada, afin de diffuser la série sur ses chaînes. Mais à la suite d'un désaccord entre la Tōei et AB[réf. souhaitée], la licence n'a pas été renouvelée après le 52e épisode. Les épisodes de cette ancienne version ne sont plus diffusés depuis 2007 à la suite des rachats des droits par Kana Home Video. En France, cette version de la série a été diffusée depuis le 6 septembre 2003 sur la chaîne de télévision Mangas, depuis le 1er avril 2005 sur la chaîne TNT NT1 et a également fait un passage sur AB1. En Belgique, la version a été diffusée entre juillet 2006 jusqu'à la reprise de la licence sur MCM Belgique, sur AB3 de 2003-2004 à 2007, et l'a aussi été pendant un temps sur Club RTL[réf. souhaitée].
En mars 2008, Kana Home Video a obtenu les droits d'édition DVD de la série pour la France, le Benelux, Andorre, Monaco, la Suisse, et les DOM-TOM pour les 143 premiers épisodes. Kana Home Video étend ses droits jusqu'à l'épisode 557, soit les 15 premières saisons. Vingt-huit coffrets DVD contenant les 355 premiers épisodes sont disponibles pour le moment. Tous les coffrets DVD de la série sont intentionnellement distribués en 4/3 par Tōei Animation en dehors du Japon. En fait, mécontente du résultat de la première version, la société japonaise Tōei commande un nouveau doublage et s'implique directement dans l'adaptation, afin de veiller à ce que le résultat soit le plus fidèle possible au manga original, et que les voix correspondent bien au caractère des personnages[réf. nécessaire]. Le doublage des 143 premiers épisodes fut réalisé en Belgique. Depuis l'épisode 144, le doublage est réalisé par le studio Lylo en France, la plupart des comédiens belges ayant doublé les personnages principaux ont repris leurs rôles, à l'exception de la voix de Robin depuis lors et Zoro et Nami depuis l'épisode 196. Les raisons de ce changement seraient dû à un problème de droit de diffusion sur les chaînes du câble et satellite à la suite d'une nouvelle loi parue en Belgique. En France, cette nouvelle version fut diffusée à partir du 26 avril 2008 sur Virgin 17, au rythme d'un épisode par jour, du lundi au vendredi à 18 h 50, puis de deux épisodes par jour à 17 h 45 du lundi au vendredi, jusqu'au 5 mars 2010. En Belgique, la série dans sa nouvelle mouture est diffusée depuis juillet 2008, d'abord sur MCM Belgique, puis, après la disparition de la chaîne, sur Virgin 17[réf. souhaitée].
À partir de 2010, la chaîne nouvellement créée Direct Star décide de diffuser jusqu'à cinq épisodes par jour, tandis que MCM profite du succès de l'anime pour diffuser deux épisodes tous les soirs. En septembre 2010, l'arc Enies Lobby est diffusé en inédit sur Direct Star ; c'est ensuite MCM qui obtient le droit des exclusivités et diffuse l'arc Thriller Bark durant l'Été 2011. Du 28 novembre au 30 décembre 2011, Direct Star diffuse les épisodes 326 à 456, inédits sur la TNT. Du 2 au 26 janvier 2012, MCM diffuse les épisodes inédits allant du 457 au 504, eux-mêmes diffusés sur Direct Star en juin 2012. En septembre 2012, cinquante-deux nouveaux épisodes (505 à 558) sont diffusés en VF sur la chaîne télévisée française MCM. La nouvelle chaîne D17, reprise de Direct Star, continue régulièrement à rediffuser des épisodes. En janvier 2013, MCM diffuse une petite salve d'inédits,. À partir du 29 avril 2013, D17 diffuse les épisodes inédits depuis l'épisode 505 à raison de cinq épisodes par jour du lundi au vendredi à 18 h 40 dont trois rediffusions d'épisodes de la veille et deux inédits. À partir du 6 janvier 2014, Game One diffuse la série en version française, et à partir du 5 juin 2014, J-One diffuse la série en VOST le jour suivant sa diffusion au Japon.
À partir du 23 juin 2018, la plate-forme d'anime Anime Digital Network diffuse, tous les lundis, l'épisode sorti la veille au Japon, avant de mettre toute la série en ligne à partir de la fin d'année 2019. À partir de mai 2019, TFX diffuse la série en version française le dimanche matin aux côtés de Dragon Ball Super et Captain Tsubasa. Depuis février 2022, l'animé est disponible sur Crunchyroll  et depuis le 15 août 2023 les épisodes sont disponibles sur le service de streaming Paramount+.

## Différences avec le manga

Dans les années 2000 aux États-Unis, 4Kids Entertainment se voit retirer les droits de l'anime à la suite de censures excessives.

Bien que l'anime de la Toei reste assez proche de la trame originale de l'histoire, il existe cependant quelques différences avec la version manga. Par exemple, la façon dont Zeff au pied rouge perd sa jambe. Dans l'anime, il l'arrache à l'aide d'une chaîne, alors qu'il est sous l'eau, afin de se libérer des débris d'un bateau en train de couler. Tandis que dans le manga, il mange sa jambe afin de survivre. Autre exemple, dans le manga, Akainu utilise son attaque Chien noir sur le visage de Barbe Blanche, et parvient à en arracher la moitié, tandis que dans l'anime, à la place, Akainu lance des poings de lave dont Barbe Blanche évite le dernier de justesse (il perd juste une partie de sa moustache, la même qui est partie avec son visage dans le manga), et c'est seulement après qu'Akainu utilise son Chien noir, mais ce, au niveau du ventre de Barbe Blanche. Cette modification a sûrement été faite pour éviter un choc pour les plus jeunes.
La plupart des scènes ont été censurées pour pouvoir passer à la télévision. Aux États-Unis, il existe deux versions de l'anime : une licenciée par FUNimation et l'autre par 4Kids ; la version licenciée par 4Kids est censurée de toute part. Notamment, les armes à feu sont remplacées par des pistolets à eau, les cigarettes sont soit supprimées, soit remplacées par des sucettes, et « la couleur de peau d'un pirate noir est modifiée pour laisser transparaître une couleur blanche / de type métis. » Cette chaîne est par ailleurs considérée par une grande partie des téléspectateurs comme celle ayant ruiné de nombreux animes japonais dont One Piece. Après 104 épisodes, le directeur du marketing de 4Kids, Roz Nowicki, annonce l'annulation du reste de l'adaptation de l'anime. En Allemagne, les premières saisons de l'anime restent intactes jusqu'à ce que la censure prenne peu à peu de l'importance sur la chaîne RTL2.
Des différences d'un autre genre apparaissent également. Ainsi, il existe des épisodes créés par la Tōei inédits au manga. Certains servent à allonger une scène de l'histoire, en faisant prendre un détour aux protagonistes par exemple. C'est ainsi qu'il existe des épisodes où les protagonistes vont aider une petite fille (Apis) et son dragon (Ryuji) à retrouver l'île aux dragons avant de se rendre sur Grand Line, ou d'autres où ils font de nombreux détours dans le désert sur le chemin de Yuba. En général, l'intérêt de ces épisodes est mineur, puisque le scénario est souvent limité par le fait qu'il ne doit pas s'écarter de l'histoire originale[réf. nécessaire]. Malgré toutes les précautions prises, il arrive parfois que des erreurs se glissent. Par exemple, Zoro coupe des chaînes d'acier dans l'épisode 59, alors qu'il est censé réaliser cet exploit pendant la bataille contre M. 1 (Daz Bones), soit 60 épisodes plus tard. D'autres, plus intéressants, retranscrivent en images les mini-aventures à suivre présentes en page de garde de certains chapitres (Les mini-aventures de Baggy rétréci, les aventures de Kobby et Hermep). Dans cette lignée, les plus intéressants sont les arcs Retour sur l'équipage, qui extrapolent sur le destin de chaque membre de l'équipage après leur séparation forcée sur l'archipel Sabaody.